# Antoine Gillet-Barba
Antoine Gillet-Barba est un homme politique français né le 25 décembre 1766 à Vitry-le-François (Marne) et décédé le 28 janvier 1859 à Vitry-le-François.
Magistrat, procureur impérial à Vitry-le-François, il est député de la Marne pendant les Cent-Jours, puis de 1824 à 1827, siégeant à droite et soutenant les gouvernements de la Restauration.

## Sources
- « Antoine Gillet-Barba », dans Adolphe Robert et Gaston Cougny, Dictionnaire des parlementaires français, Edgar Bourloton, 1889-1891 [détail de l’édition]